# Révay
Révay, en ungersk grevlig ätt. En linje av ätten inkom till Sverige 1956.